# Йозеф Зюс Опенхаймер
Йозеф Зюс О́пенхаймер (на немски: Joseph Süß Oppenheimer) е германски банкер и придворен в херцогство Вюртемберг.

## Биография
Той е роден около 1698 година в Хайделберг в еврейско семейство и е осиновен от своя чичо, банкерът и дипломат Самуел Опенхаймер. Постъпва на служба като финансов съветник при вюртембергския херцог Карл Александер и заема важна позиция в двора му. След смъртта на херцога е арестуван и обвинен от своите политически противници в множество престъпления.
Йозеф Зюс О́пенхаймер е обесен на 4 февруари 1738 година в Щутгарт и тялото му остава изложено на площад в града в продължение на шест години.

## Памет
През следващите десетилетия животът на Опенхаймер е отразен в множество художествени произведения, включително антисемитския пропаганден филм от 1940 година „Евреинът Зюс“.